# Święto Trybuny Ludu
Święto Trybuny Ludu – zespół masowych imprez i festynów organizowanych w czasach PRL-u późną wiosną lub wczesną jesienią (we wrześniu) w Warszawie pod patronatem dziennika Trybuna Ludu. Święta Trybuny Ludu organizowano regularnie w okresie osiemnastu lat (od 1971 do 1989) jednocześnie w kilku miejscach stolicy. Należały do nich m.in. Plac Defilad oraz okolice skarpy wiślanej, w szczególności Mariensztat. Ich kluczowym elementem przyciągającym większość publiczności były kiermasze, na których sprzedawano wiele trudno dostępnych na co dzień w handlu produktów. Święto obejmowało także liczne koncerty (zwykle zarówno wykonawców krajowych jak i tych z "bratnich" krajów socjalistycznych), spektakle, pokazy techniki wojskowej i cywilnej oraz nocne oświetlanie nieba z wojskowych reflektorów. Jego stałym elementem były również spotkania z dziennikarzami oraz politykami PZPR od poziomu członków Biura Politycznego do radnych rad narodowych. Równolegle do swojego święta Trybuna Ludu organizowała szereg imprez zamkniętych, takich jak zajazdy redaktorów zagranicznej prasy lewicowej i komunistycznej czy wręczanie nagród w różnych kategoriach. Ostatnie Święto Trybuny Ludu zorganizowano w dniach 23-25 czerwca 1989.